# Sweet and Wild
Sweet and Wild é o segundo álbum country da cantora norte-americana Jewel, lançado em 8 de junho de 2010. O primeiro single oficial foi "Satisfied", antecedido pelo single promocional do filme Idas e Vindas do Amor, "Stay Here Forever". O segundo single oficial é "Ten", mas antes dele, a canção "No Good in Goodbye" foi lançada como segundo single promocional do álbum. O álbum estreou na posição #11 na Billboard 200, vendendo 31 mil cópias, na sua primeira semana.

## Faixas
1. "No Good In Goodbye" (Jewel) - 3:24
2. "I Love You Forever" (Jewel, Rick Nowels) - 4:25
3. "Fading" (Jewel) - 3:35
4. "What You Are" (Dave Berg, Jewel) - 3:40
5. "Bad As It Gets" (Mike Mobley, Rachel Proctor) - 3:54
6. "Summer Home In Your Arms" (Jewel) - 2:55
7. "Stay Here Forever" (Jewel, Dallas Davidson, Bobby Pinson) - 3:00
8. "No More Heartaches" (Jewel) - 2:49
9. "One True Thing" (Brett James, Jewel) - 4:14
10. "Ten" (Berg, Jewel) - 3:25
11. "Satisfied" (Jewel, Liz Rose) - 4:09

### Edição Deluxe
A versão deluxe, inclui as 11 músicas do álbum em versão acústica.

## Paradas
| Parada (2009)                | Posição |
| ---------------------------- | ------- |
| Canada Albums Chart          | 51      |
| Billboard 200                | 11      |
| Billboard Top Country Albums | 3       |